# Liste des sites classés et inscrits de l'Aisne

Le département de l'Aisne en rouge sur la carte

cet article présente les sites classés et inscrits du département de l'Aisne, en France.

## Liste

### Sites classés
Les critères sur lesquels les sites ont été sélectionnés sont désignés par des lettres, comme suit :
- TC : Tout critère
- A : Artistique
- P : Pittoresque
- S : Scientifique
- H : Historique
- L : Légendaire

| Commune                 | Site classé et description | Date et critère du classement    | Géolocalisation | Superficie(ha) | Autres labels | Illustration |
| ----------------------- | --- | -------------------------------- | --------------- | -------------- | ------------- | ------------ |
| Billy-sur-Aisne         | L'amas de rochers dénommé le Chaos de Billy-sur-Aisne et la Pierre qui Vire à Minuit | arrêté du 20 mars 1912 - TC      |                 |                |               |              |
| Bohain-en-Vermandois    | Le vieux chêne de Bohain | arrêté du 23 septembre 1924 - TC |                 |                |               |              |
| Caulaincourt            | Le parc du château de Caulaincourt, parcelles 194 et 195p section A, 9.11 à 14.16.17.19 à 29.31.32.33 section B | arrêté du 20 mai 1946 - TC       |                 |                |               |              |
| Crouy                   | Le rocher de la Pierre Frite | arrêté du 20 mars 1912 - TC      |                 |                |               |              |
| Laon                    | Bois, promenade et squares environnant la ville et formés de trois tronçons - la promenade du Nord et les allées qui contournent les bastions de la citadelle et relient cette promenade à celle de la Couloire ; le bois de Saint-Vincent qui entoure presque entièrement les restes de l'abbaye ; la promenade Saint-Just | arrêté du 20 mars 1912           |                 |                |               |              |
| le Nouvion-en-Thiérache | Les trois chênes de la forêt de Nouvion dénommés François de Guise, Henri de Guise et Claude de Lorraine - sis, les deux premiers, coupes n°s 22 et 23 de la série de la Fontaine aux Tessons, et le troisième, coupe n° 22 de la série du Pontchaux                                                                        | arrêté du 5 octobre 1925 - TC    |                 |                |               |              |
| Missy-sur-Aisne         | Les roches dénommées Pierre de Sainte-Radegonde, Roche Gaillon, Roche Pleureuse, Bonnet de Coton | arrêté du 20 mars 1912 - TC      |                 |                |               |              |
| Molinchart              | L'amas de roches dénommé Hottée de Gargantua | arrêté du 20 mars 1912 - TC      |                 |                |               |              |
| Nogent-l'Artaud         | Les ruines de l'abbaye du XIIIe siècle comprenant les restes de l'église abbatiale, du couvent et de son cloître, ainsi que les souterrains et caves - parcelles 424 et 427 section A et appartenant à Mlle LANGEREAUX Marie-Joséphine                                                                                      | arrêté du 16 septembre 1942 - TC |                 |                |               |              |
| Ostel                   | Le rocher dénommé Pierre d'Ostel | arrêté du 20 mars 1912 - TC      |                 |                |               |              |